# Ben Verhagen (striptekenaar)
Ben Verhagen (Schijndel, 4 januari 1949) is een Nederlandse striptekenaar, met name bekend van zijn werk voor de Donald Duck. Hij volgde een opleiding aan de Koninklijke Academie voor Kunst en Vormgeving in 's-Hertogenbosch en debuteerde als tekenaar voor het tijdschrift Taptoe, waar hij van 1969 tot 1974 werkte. Van 1974 tot 1996 was hij werkzaam als tekenaar (en af en toe scenarist) van Disneystrips voor de Donald Duck. Voor dit weekblad produceerde hij met name verhalen over Dagobert Duck en Donald Duck. Ook heeft Verhagen cartoons en illustraties geleverd voor schoolboeken van Noordhoff Uitgevers en ThiemeMeulenhoff, en heeft hij onder meer gewerkt voor de Xenos, Jumbo Supermarkten, Nederlandse Spoorwegen, UNICEF en de Nederlandse Hartstichting. Tegenwoordig maakt hij al zijn werk op de computer. Verhagen is lid van Comic House.
Ben Verhagen is een van de bekendste Nederlandse Donald Duck-tekenaars, en auteur van in totaal 55 verhalen voor dit blad. Enkele verhalen van hem werden gebundeld in het eerste deel van de reeks De grappigste avonturen van Donald Duck (2002). Ook het 41e album (2013) van de reeks is aan zijn werk gewijd.
- Library of Congress Control Number: no2010058535
- Nederlandse Thesaurus van Auteursnamen: 236370243
- Virtual International Authority File: 292064536
- WorldCat: E39PBJkXvThyxJHCcXkG386xjC